# روبرت آرثر غروس
روبرت آرثر غروس (بالإنجليزية: Robert Arthur Gross)‏ هو ملحن أمريكي، ولد في 23 مارس 1914، وتوفي في 6 نوفمبر 1983.